# Mlele (Distrikt)
Mlele ist ein Distrikt der Region Katavi. Der Distrikt grenzt im Norden und im Osten an die Region Tabora, im Südosten an die Region Songwe, im Süden an den Distrikt Mpimbwe und im Westen an den Distrikt Mpanda. Das Verwaltungszentrum befindet sich in Inyonga.

## Geographie
Der Distrikt hat eine Fläche von 6.981 Quadratkilometer und eine Bevölkerungszahl von 118.818 Einwohnern (Volkszählung 2022).

### Lage
Mlele liegt großteils auf einer Hochebene rund 1000 Meter über dem Meer. Im Südwesten und im Nordosten steigen Gebirgsketten auf bis zu 2500 Meter an. Der Norden des Distriktes entwässert über den Fluss Ugalla in den Tanganjikasee, der Süden wird über kleine Flüsse in den Rukwasee entwässert.

### Klima
Das Klima in Mlele ist tropisch, Aw nach der effektiven Klimaklassifikation. Bei einem Jahresniederschlag von knapp über 900 Millimeter sind die Winter trockener als die Sommer. Die Durchschnittstemperatur schwankt von 21,8 Grad Celsius im Juli bis 26,3 Grad im Oktober.

## Geschichte
Der Distrikt Mlele wurde im Juli 2012 durch Abspaltung von Mpanda eingerichtet. Im gleichen Jahr verringerte sich die Fläche von Mlele durch die Abtrennung von Nsimbo. 2016/2017 wurde Mlele erneut durch die Schaffung von Mpimbwe verkleinert.

## Verwaltungsgliederung
Der Distrikt ist in 6 Bezirke (Wards) untergliedert:
| Bezirk (Ward) | Dorf        | Einwohner 2012 | Einwohner 2022 |
| ------------- | ----------- | -------------- | -------------- |
| Ilunde        | Isegenezya  | 1.815          | 24.757         |
| Ilunde        | Ilunde      | 1.904          | 24.757         |
| Ilela         | Masigo      | 588            | 16.387         |
| Ilela         | Ipwaga      | 1.628          | 16.387         |
| Ilela         | Mapili      | 1.992          | 16.387         |
| Utende        | Wachawaseme | 1.114          | 24.740         |
| Utende        | Kanoge      | 1.570          | 24.740         |
| Utende        | Utende      | 3.655          | 24.740         |
| Utende        | Mgombe      | 1,276          | 24.740         |
| Inyonga       | Inyonga     | 3,467          | 25.187         |
| Inyonga       | Katovya     | 2.226          | 25.187         |
| Inyonga       | Kamalampaka | 2.709          | 25.187         |
| Kamsisi       | Kamsisi     | 2.725          | 18.219         |
| Kamsisi       | Songambele  |                | 18.219         |
| Kamsisi       | Imalauduki  |                | 18.219         |
| Nsenkwa       | Kaulolo     | 681            | 9.528          |
| Nsenkwa       | Nsenkwa     | 2.870          | 9.528          |
| Nsenkwa       | Mtakuja     | 2.457          | 9.528          |

## Einrichtungen und Dienstleistungen
- Bildung: In den 18 Dörfern des Distrikts liegen 16 Grundschulen und 5 weiterführende Schulen.[7] Im Jahr 2016 gab es von den erforderlichen 220 Grundschulklassen 99. Es standen keine Bibliotheken und Schulküchen zur Verfügung. In den weiterführenden Schulen gab es ausreichend Lehrer für die Allgemeinbildung, es fehlten Lehrer für Mathematik und Naturwissenschaften.[8]
- Gesundheit: In Mlele befinden sich ein Distrikt-Krankenhaus, drei Gesundheitszentren und sechs Apotheken.[7]

## Wirtschaft und Infrastruktur
- Landwirtschaft: Mlele ist ein Distrikt mit Nutztierhaltung von vor allem Ziegen und Rindern. Diese werden von 2 Tierarztzentren betreut.[9]
- Wald: Weite Teile des Landes sind von Miombo-Wäldern bedeckt. Beginnend mit 2013 nahmen die Dörfer Inyonga, Kaulolo, Nsenkwa, Kamsisi, Mtakuja, Kalovya, Kamalampaka, Songambele und Imalauduki an einem Waldbewirtschaftungsprojekt teil. Das Projekt wurde vom Global Environment Fond (GEF), der Regierung der Vereinigten Republik Tansania und dem Entwicklungsprogramm der Vereinten Nationen (UNDP) finanziert und förderte eine nachhaltige Waldbewirtschaftung und den Erhalt der biologischen Vielfalt.[10]
- Industrielle Entwicklung: Wegen der schlechten Infrastruktur gibt es nur kleine Gewerbebetriebe (Stand 2018):[9]

| Betrieb                | Anzahl Betriebe | Anzahl Beschäftigte |
| ---------------------- | --------------- | ------------------- |
| Sonnenblumen-Ölpressen | 1               | 2                   |
| Metallverarbeitung     | 5               | 10                  |
| Tischlereien           | 25              | 26                  |
| Getreidemühlen         | 35              | 60                  |
| Zimmereien             | 5               | 12                  |

- Straße: Von den 372 Kilometer Straßen sind 5 Kilometer asphaltiert, 70 Kilometer sind geschottert, der Rest sind Naturstraßen.[11]
- Energie: Der Distrikt ist nicht an das zentrale Versorgungsnetz von Tanesco angeschlossen. Deshalb sind Holz und Holzkohle die wichtigsten Energieformen.[11]

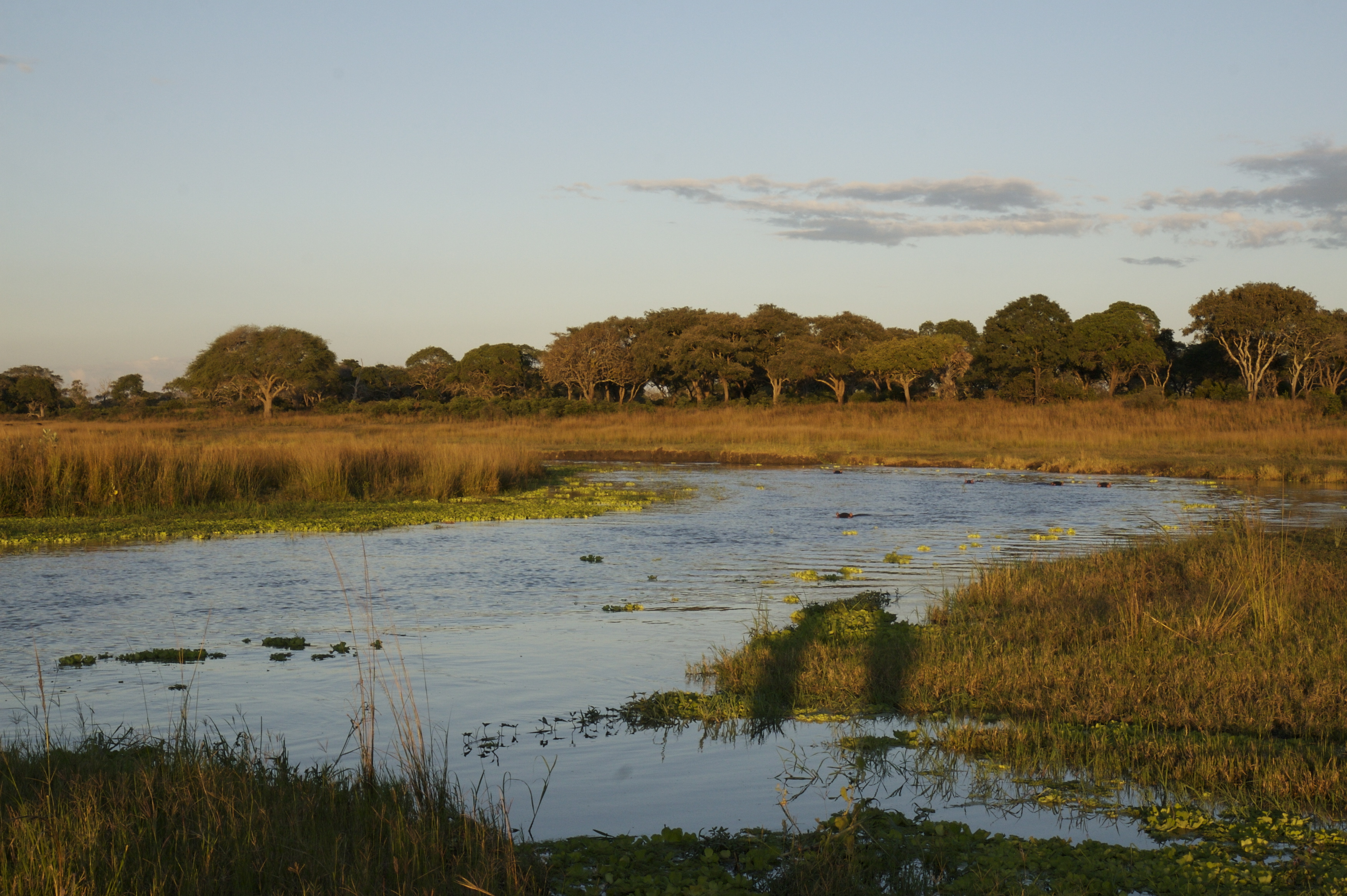
Im Katavi-Nationalpark.

## Sehenswürdigkeiten
Im Südwesten hat Mlele Anteil am Katavi-Nationalpark, der eine Vielzahl von Wildtieren aufweist, wie Flusspferde, Büffel, Zebras, Antilopen, Elefanten, Löwen und Leoparden.